# Lena (Illinois)
Lena – wieś w Stanach Zjednoczonych, w stanie Illinois, w hrabstwie Stephenson.